# Микош Рњаковић
Микош Рњаковић (рођен 20. априла 1964. у Пожеги) је некадашњи професионални бициклиста и репрезентативац Србије. Легенда српског бициклизма и најтрофејнији учесник трке Кроз Србију, побеђивао је четири пута - 1985, 1990, 1991. и 1996. године. Представљао је Србију на олимпијским играма у Барселони 1992. године. Данас ради као запослен у МУП-у Србије.

## Спортска биографија
Иза Микоша Рњаковића је заиста импресивна каријера. Успехе, брзину и посвећеност дугује својој великој посвећености и упорности, али и мајци природи. Наиме, он је човек са највећом потрошњом кисеоника икада измереном у старој Југославији. Рњаковић је, између осталог, 27 пута био државни првак, од чега је у 13 наврата у СФРЈ, затим лидер Бундеслиге, као и четвороструки победник трке Кроз Србију. 2006. године, као ветеран учествовао је на бициклистичкој трци „Трофеј Београда“, где је као петопласрани био најбољи домаћи возач.